# 盧簡詞
盧簡詞（？—？），字子策，祖籍范阳涿县（今河北省涿州市），盧綸與趙櫓的姑姑之子。

## 生平
盧簡詞與兄盧簡能、弟盧弘止、盧簡求皆有文名，同為進士。
元和六年（公元811年），盧簡詞考取進士。三次被徵聘到諸侯府。長慶末，入朝任監察御史，後來轉任侍御史。
福建鹽鐵院官盧昴因貪贓入獄，盧簡詞根據案件審查，在他其家中搜出金床、超大的玉枕等。連唐敬宗都感嘆說這些都西皇宮裡沒有見過。後來太原節度使李程表盧簡詞為節度判官。歷任考功員外郎、湖南、浙西觀察使。太和年間，因事獲罪從太僕卿被貶為衢州刺史，會昌年間，擔任刑部侍郎，轉任戶部。大中初，轉任兵部侍郎、檢校工部尚書、許州刺史、御史大夫、忠武軍節度使，遷任檢校刑部尚書、襄州刺史、山南東道節度使，後來在任內去世。

## 延伸阅读
[在维基数据编辑]
 《舊唐書/卷163》，出自刘昫《舊唐書》
 《新唐書/卷177》，出自《新唐書》